# A'ja Wilson
A’ja Riyadh Wilson (8 de agosto de 1996) é uma jogadora estadunidense de basquete profissional que atualmente joga pelo Las Vegas Aces da Women's National Basketball Association.
Ela conquistou a medalha de ouro nos Jogos Olímpicos de Verão de 2020 com a seleção dos Estados Unidos. Nos Jogos Olímpicos de Verão de 2024, em Paris, conquistou a medalha de ouro no torneio feminino do basquetebol, após vencer confronto na final contra a equipe francesa por 67–66.